# Football League Championship 2020-2021
La Football League Championship 2020-2021 è stata la 118ª edizione del campionato inglese di calcio di seconda divisione, la trentatreesima con i play-off e a 24 squadre. La stagione, cominciata l'11 settembre 2020 e terminata il 29 maggio 2021 con la finale dei play-off, è stata vinta dal Norwich City seguito dal Watford; il Brentford, vincente dei play-off, è stata la terza squadra promossa in Premier League, raggiungendo per la prima volta la massima serie.

## Avvenimenti

### Cambiamenti di squadra dalla scorsa stagione

#### Dalla Championship
Promosse in Premier League
- Leeds Utd
- West Bromwich
- Fulham

Retrocesse in League One
- Charlton
- Wigan
- Hull City

#### In Championship
Retrocesse dalla Premier League
- Bournemouth
- Watford
- Norwich City

Promosse dalla League One
- Coventry City
- Rotherham Utd
- Wycombe

## Squadre partecipanti
| Squadra           | Stagione | Città               | Stadio               | Stagione precedente                                 |
| ----------------- | -------- | ------------------- | -------------------- | --------------------------------------------------- |
| Barnsley          | dettagli | Barnsley            | Oakwell Stadium      | 21° in Football League Championship                 |
| Birmingham City   | dettagli | Birmingham          | St Andrew's Stadium  | 20° in Football League Championship                 |
| Blackburn         | dettagli | Blackburn           | Ewood Park           | 11° in Football League Championship                 |
| Bournemouth       | dettagli | Bournemouth         | Dean Court           | 18° in Premier League, retrocesso                   |
| Brentford         | dettagli | Londra (Brentford)  | Griffin Park         | 3° in Football League Championship                  |
| Bristol City      | dettagli | Bristol             | Ashton Gate Stadium  | 12° in Football League Championship                 |
| Cardiff City      | dettagli | Cardiff             | Cardiff City Stadium | 5° in Football League Championship                  |
| Coventry City     | dettagli | Coventry            | Ricoh Arena          | 1° in Football League One, promosso                 |
| Derby County      | dettagli | Derby               | Pride Park Stadium   | 10° in Football League Championship                 |
| Huddersfield Town | dettagli | Huddersfield        | John Smith's Stadium | 18° in Football League Championship                 |
| Luton Town        | dettagli | Luton               | Kenilworth Road      | 19° in Football League Championship                 |
| Middlesbrough     | dettagli | Middlesbrough       | Riverside Stadium    | 17° in Football League Championship                 |
| Millwall          | dettagli | Londra (Bermondsey) | The Den              | 8° in Football League Championship                  |
| Norwich City      | dettagli | Norwich             | Carrow Road          | 20° in Premier League, retrocesso                   |
| Nottingham Forest | dettagli | Nottingham          | City Ground          | 7° in Football League Championship                  |
| Preston N.E.      | dettagli | Preston             | Deepdale             | 9° in Football League Championship                  |
| QPR               | dettagli | Londra (White City) | Loftus Road          | 13° in Football League Championship                 |
| Reading           | dettagli | Reading             | Madejski Stadium     | 14° in Football League Championship                 |
| Rotherham Utd     | dettagli | Rotherham           | New York Stadium     | 2° in Football League One, promosso                 |
| Sheffield Weds    | dettagli | Sheffield           | Hillsborough Stadium | 16° in Football League Championship                 |
| Stoke City        | dettagli | Stoke-on-Trent      | Bet365 Stadium       | 15° in Football League Championship                 |
| Swansea City      | dettagli | Swansea             | Liberty Stadium      | 6° in Football League Championship                  |
| Watford           | dettagli | Watford             | Vicarage Road        | 19° in Premier League, retrocesso                   |
| Wycombe           | dettagli | High Wycombe        | Adams Park           | 3° in Football League One, promosso dopo i play-off |

### Allenatori e primatisti
Aggiornato all'8 maggio 2021
| Squadra             | Allenatore                                                                      | Più presente                            | Cannoniere                                     |
| ------------------- | ------------------------------------------------------------------------------- | --------------------------------------- | ---------------------------------------------- |
| Barnsley            | Gerhard Struber (1ª-4ª) Adam Murray (5ª-7ª) Valérien Ismaël (8ª-46ª e play-off) | Mads Juel Andersen (45)                 | Cauley Woodrow (12)                            |
| Birmingham City     | Aitor Karanka (1ª-36ª) Lee Bowyer (37ª-46ª)                                     | Neil Etheridge (43)                     | Lukas Jutkiewicz (8)                           |
| Blackburn Rovers    | Tony Mowbray                                                                    | Thomas Kaminski (43)                    | Adam Armstrong (28)                            |
| Bournemouth         | Jason Tindall (1ª-27ª) Jonathan Woodgate (28ª-46ª e play-off)                   | Asmir Begović (45)                      | Arnaut Groeneveld Danjuma Dominic Solanke (15) |
| Brentford           | Thomas Frank                                                                    | Ivan Toney (44)                         | Ivan Toney (31)                                |
| Bristol City        | Dean Holden (1ª-31ª) Nigel Pearson (32ª-46ª)                                    | Nahki Wells (44)                        | Nahki Wells (10)                               |
| Cardiff City        | Neil Harris (1ª-25ª) Mick McCarthy (26ª-46ª)                                    | Curtis Nelson (44)                      | Kieffer Moore (20)                             |
| Coventry City       | Mark Robins                                                                     | Dominic Hyam (43)                       | Tyler Walker (7)                               |
| Derby County        | Phillip Cocu (1ª-11ª) Wayne Rooney (12ª-46ª)                                    | Jason Knight (43)                       | Kâzım-Richards (8)                             |
| Huddersfield Town   | Carlos Corberán                                                                 | Juninho Bacuna (43)                     | Josh Koroma (8)                                |
| Luton Town          | Nathan Jones                                                                    | Simon Sluga (39)                        | James Collins (10)                             |
| Middlesbrough       | Neil Warnock                                                                    | Paddy McNair (46)                       | Duncan Watmore (9)                             |
| Millwall            | Gary Rowett                                                                     | Bartosz Białkowski (46)                 | Jed Wallace (11)                               |
| Norwich City        | Daniel Farke                                                                    | Max Aarons (45)                         | Teemu Pukki (26)                               |
| Nottingham Forest   | Sabri Lamouchi (1ª-4ª) Chris Hughton (5ª-46ª)                                   | Brice Samba (45)                        | Lewis Grabban (6)                              |
| Preston North End   | Alex Neil (1ª-38ª) Frankie McAvoy (39ª-46ª)                                     | Tom Barkhuizen (45)                     | Scott Sinclair (9)                             |
| Queens Park Rangers | Mark Warburton                                                                  | Yoann Barbet (46)                       | Lyndon Dykes (12)                              |
| Reading             | Veljko Paunović                                                                 | Josh Laurent Rafael Cabral Barbosa (45) | Lucas João (19)                                |
| Rotherham United    | Paul Warne                                                                      | Michael Ihiekwe (42)                    | Michael Smith (10)                             |
| Sheffield Wednesday | Garry Monk (1ª-11ª) Tony Pulis (12ª-21ª) Darren Moore (22ª-46ª)                 | Barry Bannan (46)                       | Josh Windass (9)                               |
| Stoke City          | Michael O'Neill                                                                 | Jacob Brown (41)                        | Nick Powell (12)                               |
| Swansea City        | Steve Cooper                                                                    | Connor Roberts Jamal Lowe (46)          | André Ayew (16)                                |
| Watford             | Vladimir Ivić (1ª-20ª) Xisco (21ª-46ª)                                          | Ken Sema (41)                           | Ismaïla Sarr (13)                              |
| Wycombe Wanderers   | Gareth Ainsworth                                                                | Fred Onyedinma (43)                     | Uche Ikpeazu (6)                               |

## Classifica finale
Aggiornata all'8 maggio 2021.
|  | Pos. | Squadra             | Pt | G  | V  | N  | P  | GF | GS | DR  |
|  | ---- | ------------------- | -- | -- | -- | -- | -- | -- | -- | --- |
|  | 1.   | Norwich City        | 97 | 46 | 29 | 10 | 7  | 75 | 36 | +39 |
|  | 2.   | Watford             | 91 | 46 | 27 | 10 | 9  | 63 | 30 | +33 |
|  | 3.   | Brentford           | 87 | 46 | 24 | 15 | 7  | 79 | 42 | +37 |
|  | 4.   | Swansea City        | 80 | 46 | 23 | 11 | 12 | 56 | 39 | +17 |
|  | 5.   | Barnsley            | 78 | 46 | 23 | 9  | 14 | 58 | 50 | +8  |
|  | 6.   | Bournemouth         | 77 | 46 | 22 | 11 | 13 | 73 | 46 | +27 |
|  | 7.   | Reading             | 70 | 46 | 19 | 13 | 14 | 62 | 54 | +8  |
|  | 8.   | Cardiff City        | 68 | 46 | 18 | 14 | 14 | 66 | 49 | +17 |
|  | 9.   | QPR                 | 68 | 46 | 19 | 11 | 16 | 57 | 55 | +2  |
|  | 10.  | Middlesbrough       | 64 | 46 | 18 | 10 | 18 | 55 | 53 | +2  |
|  | 11.  | Millwall            | 62 | 46 | 15 | 17 | 14 | 47 | 52 | -5  |
|  | 12.  | Luton Town          | 62 | 46 | 17 | 11 | 18 | 41 | 52 | -11 |
|  | 13.  | Preston N.E.        | 61 | 46 | 18 | 7  | 21 | 49 | 55 | -7  |
|  | 14.  | Stoke City          | 60 | 46 | 15 | 15 | 16 | 50 | 52 | -2  |
|  | 15.  | Blackburn           | 57 | 46 | 15 | 12 | 19 | 65 | 54 | +11 |
|  | 16.  | Coventry City       | 55 | 46 | 14 | 13 | 19 | 49 | 61 | -12 |
|  | 17.  | Nottingham Forest   | 52 | 46 | 12 | 16 | 18 | 37 | 45 | -8  |
|  | 18.  | Birmingham City     | 52 | 46 | 13 | 13 | 20 | 37 | 61 | -24 |
|  | 19.  | Bristol City        | 51 | 46 | 15 | 6  | 25 | 46 | 68 | -22 |
|  | 20.  | Huddersfield Town   | 49 | 46 | 12 | 13 | 21 | 50 | 71 | -21 |
|  | 21.  | Derby County        | 44 | 46 | 11 | 11 | 24 | 36 | 58 | -22 |
|  | 22.  | Wycombe             | 43 | 46 | 11 | 10 | 25 | 39 | 69 | -30 |
|  | 23.  | Rotherham Utd       | 42 | 46 | 11 | 9  | 26 | 44 | 60 | -16 |
|  | 24.  | Sheffield Weds (-6) | 41 | 46 | 12 | 11 | 23 | 40 | 61 | -21 |

Legenda:
      Promosse in Premier League 2021-2022
 Ammesse ai play-off per un posto in Premier League 2021-2022
      Retrocesse in Football League One 2021-2022
Note:
Tre punti per la vittoria, uno per il pareggio, zero per la sconfitta.
Lo Sheffield Wednesday è stato penalizzato di 6 punti per aver violato le regole di redditività e sostenibilità della Lega.

## Play-off
Tabellone
|  | Semifinali | Semifinali   | Semifinali | Semifinali | Semifinali |  |  | Finale | Finale       | Finale |  |
|  |            |              |            |            |            |  |  |        |              |        |  |
|  | 6          | Bournemouth  | 1          | 1          | 2          |  |  |        |              |        |  |
|  | 3          | Brentford    | 0          | 3          | 3          |  |  | 3      | Brentford    | 2      |  |
|  | 5          | Barnsley     | 0          | 1          | 1          |  |  | 4      | Swansea City | 0      |  |
|  | 4          | Swansea City | 1          | 1          | 2          |  |  |        |              |        |  |

### Semifinali
| Squadra 1   | Totale | Squadra 2    | Andata | Ritorno |
| ----------- | ------ | ------------ | ------ | ------- |
| Bournemouth | 2 - 3  | Brentford    | 1 - 0  | 1 - 3   |
| Barnsley    | 1 - 2  | Swansea City | 0 - 1  | 1 - 1   |

### Finale
| Arbitro: | Chris Kavanagh |

|                                |           |  |
| Toney 10’ (rig.) Marcondes 20’ | Marcatori |  |

## Statistiche

### Individuali

#### Classifica marcatori
Aggiornata all'8 maggio 2021
| Gol |  |  | Giocatore                 | Squadra          |
| --- |  |  | ------------------------- | ---------------- |
| 31  |  |  | Ivan Toney                | Brentford        |
| 28  |  |  | Adam Armstrong            | Blackburn Rovers |
| 26  |  |  | Teemu Pukki               | Norwich City     |
| 20  |  |  | Kieffer Moore             | Cardiff City     |
| 19  |  |  | Lucas João                | Reading          |
| 16  |  |  | André Ayew                | Swansea City     |
| 15  |  |  | Emiliano Buendía          | Norwich City     |
| 15  |  |  | Arnaut Groeneveld Danjuma | Bournemouth      |
| 15  |  |  | Dominic Solanke           | Bournemouth      |
| 14  |  |  | Jamal Lowe                | Swansea City     |
| 13  |  |  | Ismaïla Sarr              | Watford          |
| 12  |  |  | Lyndon Dykes              | QPR              |
| 12  |  |  | Yakou Méïté               | Reading          |
| 12  |  |  | Nick Powell               | Stoke City       |
| 12  |  |  | Cauley Woodrow            | Barnsley         |
| 11  |  |  | Jed Wallace               | Millwall         |
| 10  |  |  | James Collins             | Luton Town       |
| 10  |  |  | Michael Smith             | Rotherham United |
| 10  |  |  | Junior Stanislas          | Bournemouth      |
| 10  |  |  | Nahki Wells               | Bristol City     |